# Klangkuenstler
Klangkuenstler (* 17. Juni 1990 in Füssen; bürgerlich Michael Korb), auch KlangKuenstler oder Klangkünstler, ist ein deutscher DJ und Musikproduzent.

## Werdegang
Der aus dem Allgäu stammende Michael Korb lebte mit Vollendung des 18. Lebensjahrs an in München, wo er eine Ausbildung zum Hotelkaufmann begann. Innerhalb seiner Ausbildungszeit stieß er zunehmend auf elektronische Musik, welche er fortan weiter verfolgte. 2011 gründete Korb das Plattenlabel Zuckerton Records, wo elektronische Tanzmusik im Fokus steht und 2019 das Plattenlabel Outworld.
Zu seinem Umzug in die Bundeshauptstadt Berlin im Sommer 2012 brachte ihn unter anderem sein erster Auftritt im Techno-Club Ritter Butzke. Sein erstes veröffentlichtes Album mit dem Titel Das bin ich erschien im Jahr 2013. Er spielte elektronische Musik, wie Deep- und Tech House, bis er ab 2018 zunehmend im Genre Techno produzierte.
Im Oktober 2023 wurde die Gründung eines neuen Labels mit integrierter Künstleragentur gemeinsam mit dem deutschen DJ Kobosil bekannt. Das Projekt, das auch die Modelinien der beiden Künstler beinhaltet, trägt den Namen Tote Sonne.
Er hat unter anderem auch für Boiler Room, Beatport und Stil vor Talent aufgelegt. Mittlerweile legt er regelmäßig bei verschiedenen Festivals auf, wie dem Echelon-Festival in Bad Aibling oder dem Ikarus-Festival in Memmingen.

## Diskografie
| Jahr          | Titel                                 | Label            |
| ------------- | ------------------------------------- | ---------------- |
| Alben         |                                       |                  |
| 2013          | Das bin ich                           | Kallias          |
| 2014          | That’s me                             | Sunday Best      |
| Singles & EPs |                                       |                  |
| 2012          | Goldblaeserdirigentin EP              | Ton liebt Klang  |
| 2012          | Darling / Tuba Libre                  | Ostfunk          |
| 2012          | Wiesenexpress                         | Zuckerton        |
| 2013          | Glücks EP                             | Kallias          |
| 2013          | Barfuß auf Wolken                     | Zuckerton        |
| 2013          | This is Awesome / Closer EP           | Kallias          |
| 2014          | Hand in Hand                          | Soundplate       |
| 2014          | State of Mind                         | Stil vor Talent  |
| 2015          | Thinkin Bout You (feat. Linda Muriel) | Work             |
| 2016          | Jam Master Jack                       | Smiley Fingers   |
| 2016          | Feel the Power                        | Simma Black      |
| 2016          | Whistle Weapon                        | Smiley Fingers   |
| 2016          | Rise Against the Arp EP               | Stil Vor Talent  |
| 2017          | House Nation EP                       | Toolroom         |
| 2017          | Klangkuenslter \| Jiggler EP          | Stil Vor Talent  |
| 2017          | Pop Dem Bottles                       | Entretenimiento  |
| 2017          | Dance With Me                         | Deeperfect       |
| 2017          | Remember Way Back EP                  | Toolroom         |
| 2018          | The People EP                         | Superfett        |
| 2018          | Mortalis                              | Filth on Acid    |
| 2018          | Cathedral of Saw                      | Filth on Acid    |
| 2018          | Dimension Null                        | Stil Vor Talent  |
| 2018          | Rise of the Phoenix                   | We Are The Brave |
| 2019          | Outworld 001                          | Outworld         |
| 2019          | Balthazar EP                          | Outworld         |
| 2019          | Lebendige Geister                     | Filth on Acid    |
| 2019          | Dunkle Illusion                       | Second State     |
| 2019          | Hexenmeister EP                       | Outworld         |
| 2020          | Armageddon                            | Outworld         |
| 2020          | Himmelreich                           | Outworld         |
| 2021          | Weltschmerz                           | Outworld         |
| 2022          | Deine Angst                           | Outworld         |
| 2023          | Die Welt Brennt                       | Outworld         |
| 2024          | Toter Schmetterling (feat. Sant)      | Outworld         |

## Auszeichnungen
- 2022: Faze Magazin Jahrespoll „Best Track“: Platz 1 für Deine Angst (Outworld)
- 2024: Faze Magazin Jahrespoll „Bester DJ“: Platz 2